# Win or Lose
Vinna eller försvinna (engelska: Win or Lose) är en amerikansk animerad familje- och komediserie som hade premiär på strömningstjänsten Disney+ den 19 februari 2025. Series är producerad av David Lally. För regi och manus har Carrie Hobson och Michael Yates svarat.

## Handling
Serien kretsar kring ett blandat softbollag, Pickles, bestående av mellanstadieelever. Serien följer laget under en veckas tid fram till deras stora mästerskapsmatch. I varje avsnitt berättas i princip samma story men från olika personers perspektiv.

## Rollista i urval
| Roll         | Originalröster | Svenska röster |
| ------------ | -------------- | -------------- |
| tränaren Dan | Will Forte     | TBA            |